# Miracle Workers
Miracle Workers est une série télévisée d'anthologie en 37 épisodes d'environ 25 minutes créée par Simon Rich, diffusée entre le 12 février 2019 et le 28 août 2023 sur TBS et depuis le 9 janvier 2020 sur CTV Comedy Channelau Canada. C'est une adaptation du roman What in God's Name créée par Simon Rich.
En France, la série est diffusée à partir du 30 mars 2019 sur Warner TV. Elle reste inédite dans les autres pays francophones.

## Synopsis

### Saison 1
La saison se centre sur un ange de bas niveau « Craig », chargé de recevoir toutes les prières de l’humanité, et Élisa récemment transférée du Département de la poussière. Leur patron « Dieu » a presque abandonné son travail pour se concentrer sur ses passe-temps préférés. Pour empêcher la destruction de la terre Craig et Eliza doivent accomplir leur plus grand miracle à ce jour.

### Saison 2
Le prince Chauncley est l'héritier du Royaume dirigé d'une main de fer par son père, un souverain sanguinaire et sans pitié. Le jeune garçon est sensible, doux et du coup totalement méprisé par son paternel, qui a honte de son successeur. Alexandra, elle aussi, a honte, mais de sa famille, la famille Shitshoveler, littéralement "pelleteurs de merde". Car dans ce monde moyenâgeux, chaque roturier porte le nom de son activité. Et Alexandra est vouée à ramasser les excréments de ses concitoyens, comme son père et son grand-père avant elle. Mais la jeune fille intelligente, écrasée par le patriarcat de son époque, rêve d'une autre vie et d'une autre forme de société…

### Saison 3
Le récit se déroule en 1844 dans le Far West américain. Racontant les péripéties d’un groupe d’individus guidé par Ezekiel Brown, le pasteur idéaliste d’une petite ville, au cours d’un voyage à travers le pays à la tête d’un train de chariots vers l’Ouest de l’Oregon. L’homme de foi est contraint de s’allier avec un bandit en cavale et une femme téméraire lassée par son existence rurale, dans une aventure aussi prometteuse que périlleuse.

## Distribution

### Acteurs principaux
Légende :  = principal/e 
Légende :  = récurrent/e 
| Acteurs               | Saisons                    | Saisons                                | Saisons                                   | Saisons                                | Voix française           |
| Acteurs               | Saison 1 : Miracle Workers | Saison 2 : Miracle Workers : Dark Ages | Saison 3 : Miracle Workers : Oregon Trail | Saison 4 : Miracle Workers : End Times | Voix française           |
| --------------------- | -------------------------- | -------------------------------------- | ----------------------------------------- | -------------------------------------- | ------------------------ |
| Daniel Radcliffe      | Craig Bog                  | Prince Chauncley                       | Révérend Ezekiel Brown                    | Sid                                    | Hugo Brunswick           |
| Geraldine Viswanathan | Eliza Hunter               | Alexandra « Al » Ramassemerde          | Prudence Aberdeen                         | Freya Exaltada                         | Kelly Marot              |
| Steve Buscemi         | Dieu                       | Edward « Eddie » Murphy Ramassemerde   | Benny the Teen                            | Morris Rubinstein                      | Edgar Givry              |
| Karan Soni            | Sanjay Prince              | Lord Chris Vexler                      | The Gunslinger                            | TI-90                                  | Nessym Guetat            |
| Jon Bass (en)         | Sam                        | Michael « Mikey » Ramassemerde         | Todd Aberdeen                             | Scraps                                 | Gabriel Bismuth-Bienaimé |
| Sasha Compère         | Laura                      |                                        |                                           |                                        | Zina Khakhoulia          |
| Lolly Adefope (en)    | Rosie                      | Maggie                                 |                                           |                                        | Fily Keita               |

### Acteurs récurrents et invités

#### Saison 1
- Mike Dunston (VF : Frédéric Souterelle) : LaRon Ron St. Claire
- Angela Kinsey (VF : Josy Bernard) : Département des ressources Angéliques (saison 1, épisodes 1 et 7)
- Tim Meadows (VF : Roland Timsit) : Dave Shelby
- Chris Parnell (VF : Jean-Louis Faure) : le père de Dieu
- Margaret Cho (VF : Juliette Degenne) : la mère de Dieu
- Tituss Burgess (VF : Eilias Changuel) : le frère de Dieu
- Ruby Matenko : la sœur de Dieu

#### Saison 2
- Peter Serafinowicz (VF : Julien Kramer) : Le roi Cragnoor, le sans-cœur
- Tony Cavalero (en) (VF : Arnaud Laurent) : Ted Carpenter
- Jessica Lowe (VF : Dorothée Pousséo) : Mary Boulanger
- Jamie Demetriou : crieur public
- Kevin Dunn : Bert Ramassemerde
- Fred Armisen (VF : Philippe Bozo) : Perceval Dans-Le-Vent
- Kerri Kenney-Silver : Lila
- Dee Ahluwalia : Lucas
- Jack Mosedale (VF : Nathanel Alimi) : Wesley Pervert
- Sinead Phelps : Trish
- Greta Lee (VF : Lila Lacombe) : Princesse Vicki

#### Saison 3
- Lamont Thompson (VF : Rody Benghezala) : John, le fermier
- Tammy Dahlstrom (VF : Christine Braconnier) : Martha
- River Drosche (VF : Cécile Gatto) : le jeune Levi
- Quinta Brunson (VF : Aurélie Konaté) : Trig[2]
- Carl Tart (VF : Gilduin Tissier) : Lionel
- Shay Mitchell : Purple

#### Saison 4
- Ithamar Enriquez : Devon
- Kyle Mooney : Leader de la Future Résistance / John Christ
- Quinta Brunson (VF : Aurélie Konaté) : Administratrice
- Erin Darke (VF : Marie Diot) : Holly
- Lolly Adefope (VF : Fily Keita) : NeuralNet
- Garcelle Beauvais : Margaret
- David Dastmalchian : Ugulus Sleeze
- Ego Nwodim : Belinda
- Tommy Do : Acteur

#### Version française
- Société de doublage : Imagine
- Autrices : Solenne Mathé, Melody Das Neves, Amélie Audefroy-Wallet
- Direction artistique : Nathanel Alimi

 Source et légende : version française (VF) sur RS Doublage

## Production

### Développement
Le 17 mai 2017, il est annoncé qu'une adaptation télévisée du roman What in God's Name créée par Simon Rich sera faite par la chaîne de télévision TBS, avec comme producteurs exécutifs Simon Rich, Lorne Michaels, Andrew Singer, Daniel Radcliffe et Owen Wilson. Le 19 octobre 2017, il a été annoncé que Wilson ne serait plus producteur exécutif et serait remplacé par Steve Buscemi. Le 4 décembre 2018, il a été annoncé que la série serait diffusée pour le 12 février 2019.
Le 21 novembre 2023, la série est annulée.

### Distribution des rôles
Parallèlement à l'annonce initiale de la série et des producteurs, il a été confirmé que Daniel Radcliffe et Owen Wilson joueraient les rôles principaux. Le 19 octobre 2017, il a été annoncé que Wilson ne serait plus de la partie et serait remplacé par Steve Buscemi, pour le rôle de Dieu. Le 14 novembre 2017, ce sont les acteurs Geraldine Viswanathan, Jon Bass (en), Karan Soni et Sasha Compère qui rejoignent la distribution. Le 25 mars 2018, il a été annoncé que Lolly Adefope (en) rejoint la série, pour le rôle récurrent de Rosie.
Pour la deuxième saison, Lolly Adefope est promue à la distribution principale, Tony Cavalero (en), Jessica Lowe, Peter Serafinowicz et Jamie Demetriou seront récurrents, alors que la production invite Fred Armisen, Anna Drezen (en), Miles Robbins, Kerri Kenney-Silver, Jon Daly et Zeke Nicholson.

### Tournage
Le tournage de la série a commencé le 29 décembre 2017 et s'est achevée le 16 janvier 2018, dans les villes de Norcross et Atlanta, et dans le Parc Piedmont en Géorgie.
La deuxième saison a été tournée en République tchèque, et la troisième en Californie.

## Épisodes

### Première saison (2019)
Composée de sept épisodes, elle est diffusée du 12 février au 26 mars 2019 sur TBS.
1. 2 semaines (2 Weeks)
2. 13 jours (13 Days)
3. 12 jours (12 Days)
4. 6 jours (6 Days)
5. 3 jours (3 Days)
6. 1 jour (1 Day)
7. 1 heure (1 Hour)

### Deuxième saison:Dark Ages(2020)
Le 15 mai 2019, la série est renouvelée pour une deuxième saison, diffusée à partir du 28 janvier 2020.
1. Fraîchement diplômée (Graduation)
2. Docteur Al à la rescousse (Help Wanted)
3. Road trip (Road Trip)
4. Le Stagiaire (Internship)
5. La Fête de la récolte (Holiday)
6. Le Festival (Music Festival)
7. Le Procès du siècle (Day in Court)
8. Premier rencard (First date)
9. Changement de vie, 1re partie (Moving Out part 1)
10. Changement de vie, 2e partie (Moving Out part 2)

### Troisième saison:Oregon Trail(2021)
Le 22 octobre 2020, la série est renouvelée pour une troisième saison, diffusée à partir du 13 juillet 2021.
1. Benny le jeune (Hittin' the Trail)
2. La Traversée (Fording the River)
3. La Partie de chasse (Hunting Party)
4. Le Détour (What Happens in Branchwater)
5. Les Noonans (Meet the Noonans)
6. Joyeux 4 juillet (Independence Rock)
7. Le Sauveur blanc (White Savior)
8. Une montagne d'obstacles (Over the Mountain)
9. Bienvenue dans l'Oregon (Stranded)
10. Au bout de la piste (End of the Trail)

### Quatrième saison:End Times(2023)
Le 3 novembre 2021, la série est renouvelée pour une quatrième saison, diffusée à partir du 10 juillet 2023.
1. Bienvenue à Boomtown (Welcome to Boomtown)
2. L'U.D.H. (H.O.A.)
3. MatriXXX (The MatriXXX)
4. La Cérémonie de répartition (The Grouping Ceremony)
5. Ace Ventura à Boomtown (Jim Carrey in the Park)
6. Les Vieux de l'Olympe (Olympus)
7. Roland Coeurvaillant (Roland Proudheart)
8. La Malédiction du Pharaon (Children of Women)
9. John Christ (John Christ)
10. La Fin (The End)